# Влади (рэпер)
Вла́ди (настоящее имя — Владисла́в Вале́рьевич Лешке́вич; род. 17 декабря 1978, Ростов-на-Дону) — российский рэп-исполнитель, автор текстов, битмейкер, звукорежиссёр и саунд-продюсер. Участник рэп-группы «Каста». Владелец лейбла Respect Production с 2008 по 2024 год. Кандидат экономических наук (2006).

## Биография
Родился 17 декабря 1978 года в Ростове-на-Дону. Его мать Татьяна Лешкевич преподавала фортепиано в музыкальной школе и философию в университете, а отец Валерий Лешкевич был предпринимателем. Старший брат Станислав (род. 25 июня 1977 года) увлекался музыкой, спустя много лет стал музыкантом и играл джаз на рояле. В 1989 году родители отдали его в музыкальную школу по классу гитары, где он обучался пять лет. В 1992 году в возрасте 13 лет впервые записал рэп-композицию на английском языке на аудиомагнитофон, подражая MC Hammer’у. Летом 1993 года Влади с группой ростовских школьников отправился на три недели в Англию по программе обучения. Там он приобрёл в музыкальных магазинах несколько виниловых пластинок и аудиокассет с музыкой в жанре джангл, которые привёз в Ростов и растиражировал на весь город через пиратскую сеть. После этого его стали пускать на «Радио 103», где он представился как DJ Vlady, и это стало его псевдонимом. Осенью 1993 года сломал два бытовых виниловых проигрывателя, пытаясь создать на них скретч. Затем делал миксы на двухкассетном магнитофоне, совмещая темп новой и предыдущей мелодии. Аудиокассеты с такими миксами регулярно относил на местную радиостанцию «Радио 103», где их ставили в прямом эфире.
В январе 1994 года в возрасте 16 лет родители купили ему компьютер с 8-битной звуковой картой Sound Blaster после того, как он получил два в полугодии по информатике, будучи учеником 10 класса. С его помощью он научился делать музыку в редакторе Scream Tracker. Летом 1994 года Влади поступил в Ростовский городской экономический лицей (РГЭЛ), который окончил через два года.
В 1995 году Влади познакомился в Ростове с двумя рэперами по имени Дас и Сота, которые захотели создать рэп-группу. Влади не только умел делать музыку на компьютере, но и знал, где в городе находится профессиональная студия. Так появилась команда 2XL (Дас, Сота, Влади), в составе которой Лешкевич записал две песни — «Убийца» и «Щас как прыгну» — и отнёс их на радиостанцию «Радио 103», после чего композиция «Щас как прыгну» вошла в десятку популярных треков на этом радио. Позже участники 2XL выступили с этими песнями в ростовском Дворце спорта на одном из мероприятий. Вскоре Дас и Сота нашли другого битмейкера и выгнали Влади из группы.
В сентябре 1995 года Влади и Тидан (Денис Торикашвили, 18 лет) создали рэп-дуэт под названием «Психолирик». Все композиции создавались в домашней студии Влади. В 1996 году первыми записанными песнями стали «Спрячем это здесь», «Дороги психолиры», «Жёлтая луна», «Бархатная пыль», позже — «Глупая звезда», «Сумасшедший маньяк», «Я помню всё (Мне не надо такого дерьма)». Тексты группы отличались таинственностью, окружённой набором образов и неясных намёков, так называемой психолирикой. Всю музыку для коллектива писал битмейкер Влади и по звучанию он ориентировался на своего коллегу RZA из нью-йоркской рэп-группы Wu-Tang Clan. По словам Влади, это было время «закрытой психолиры», когда не было желания показывать своё творчество публично. Летом 1996 года Влади поступил в университет на экономический факультет. Летом 1996 года к «Психолирику» присоединился Шымон (Михаил Епифанов, 17 лет). Его первыми написанными песнями стали «Его сгубили блондинки» (Шымон) и «Запах тумана» (Влади, Шымон), а первой записанной — «Город мертвецов». Первое выступление трио «Психолирик» с тремя песнями состоялось в столовой музыкального училища в клубе «Tonight!» перед аудиторией в 15 человек в сентябре 1996 года. В 1997 году записываются треки «Город мертвецов» (Шымон, Влади, Тидан), «Его сгубили блондинки» (Шымон), «Тонкая грань» (Влади, Шымон), «Запах тумана» (Влади, Шымон), «Фальшивые Эм Си» (Шымон, текст: Влади), «Бархатная пыль», «Эй, бабка!!!». Летом 1997 года Тидан оставил группу «Психолирик», открыл тату-салон и посвятил себя семье.
В августе—сентябре 1997 года представители нескольких ростовских рэп-групп и свободные рэп-исполнители: Влади и Шым (из группы «Психолирик»), Баста Хрю (из Street Sound), Тэйквон, Белый Будда, Электроник и Вольф (из Shadows) создали рэп-объединение под названием «Каста». Выступления рэперов проходили в ростовском клубе Duncan, позже — Comanchero. Осенью был записан дебютный трек объединения — «Первый удар» (Влади, Баста Хрю, Шымон, Белый Будда, Вольф, Тэйквон), а к концу года вышел сборник ростовского хип-хопа «Первый удар». Летом 1998 года к основному составу рэп-объединения «Каста» добавились новые группы и рэп-исполнители, которые приступили к записи альбома-сборника «Трёхмерные рифмы» (1999). Весь саунд-продакшн (музыка, запись, сведение) для альбома сделал Влади.
Летом 1999 года к группе «Психолирик» присоединился Хамелеон и дуэтом с Влади записал трек «Кто будет пить с нами!?». 20 ноября Влад Валов (Шеff) пригласил группу «Психолирик» принять участие в фестивале рэп-музыки Rap Music, который ежегодно проводился компанией Hip Hop Info в Москве в конце года. Об участии Влади узнал от своего старшего брата, который сообщил, что ему звонили с приглашением, и Влади с волнением перезвонил в Москву. Участники «Психолирика» решили, что будут выступать на фестивале под именем «Каста»: Влади, Шымон и Хамелеон. «Каста» записала два трека — «Наши люди» и «Мы берём это на улицах» (вторая версия), с которыми триумфально выступила на фестивале Rap Music в Московском дворце молодёжи 27 ноября 1999 года, и получила Гран-при.
С октября 1999 по ноябрь 2001 года Влади выпустил на местном ростовском лейбле серию микстейпов под общим названием «Hip-Hop Party Mix», каждый из которых содержал около 15 треков американских рэп-исполнителей и двух новых треков от ростовских, спродюсированных Влади: Part 1 («Психолирик»: Влади и Хамелеон — «Кто будет пить с нами!?», Duncan Records, 30 октября 1999 года), Part 2 («Каста» — «Наши люди»/«Поднимите руки» и «Корпус-пси» — «Которые как порох», Duncan Records, февраль 2000 года), Part 3 («Грани» — «Под вечным огнём» и «Коалиция» — «На промежутке», «Ассоциация сиреневых точек», февраль 2001 года), Part 4 («Грани» — «Мелодрама», «Каста» и MaryJane — «Юго-восточная Европа», «Коалиция» — «Мир остался без него», «Ассоциация сиреневых точек», октябрь 2001 года).
Летом 2000 года Влади получил высшее образование, подписал контракт с рекорд-компанией «Парадокс-Мьюзик» и спродюсировал второй альбом «Объединённой касты» — «В полном действии».
В 2000 году Аркадий Слуцковский, в то время директор дистрибуции компании «Видеосервис», услышав аудиокассету «Трёхмерные рифмы» (1999), предложил «Касте» сотрудничество. Так родился лейбл Respect Production, название которому дал Влади. Первым продуктом лейбла стал видеоклип «Касты» на песню «Мы берем это на улицах» (24 декабря 2000 года).
В 2001 году Влади начал содействовать продвижению русскоязычных рэп-артистов в интернете. С помощью объявления на сайте «Касты» неизвестные рэп-исполнители стали присылать ему плоды своего творчества, а итогом стал выпуск рэп-сборников от лейбла Respect Production — «Рэп. Рунет vol. 1» (март 2001) и «Рэп. Рунет vol. 2» (август 2002). Влади участвовал в подборе новых артистов для лейбла Respect Production: при его участии были выпущены релизы Смоки Мо, групп «Плохие белые», «Крёстная семья» и многих других.
В январе 2002 года Влади поселился в Москве и создал в квартире мини‑студию, которую он назвал «Лаборатория». Там он работал звукорежиссёром и саунд-продюсером лейбла Respect Production, а также за полгода записал сольный альбом «Что нам делать в Греции». Несмотря на выпуск сольного альбома, гастролировал Влади только в составе «Касты». Практически вся музыка на релизах «Касты» сочинена им.
В 2006 году защитил диссертацию по теме  «Рыночная институционализация посткризисной экономики: варианты и инструменты локализации неопределённости» и стал кандидатом экономических наук.
В 2008 году из-за неготовности Аркадия Слуцковского выпускать альбом «Быль в глаза», «Каста» выкупила у него все права на лейбл. Влади занялся его реорганизацией, а впоследствии и непосредственным управлением. Был выпущен второй альбом «Касты» «Быль в глаза» (2008), а также совместный релиз Хамиля и Змея «ХЗ» (2010). В разное время Влади подписывал новых артистов лейбла, таких, как «Песочные люди», Маринесса, Жара, «Чаян Фамали», Макс Корж.
13 февраля 2012 года вышел второй его сольный альбом «Ясно!». Предварённый крайне успешным клипом на песню «Сочиняй мечты», альбом стал событием в музыкальной жизни России, не в последнюю очередь из-за того, что тексты и общее нравственное направление альбома резко контрастировали с привычными темами и постулатами хип-хопа в целом, и предыдущим творчеством Касты в частности. Влади начинает гастролировать сольно параллельно с концертами Касты. Его концертный состав включал в себя клавишника (родной брат Станислав), гитариста, контрабасиста и скрипачку. 18 июля 2013 года Влади в сотрудничестве с певицей Ёлкой выступили на торжественной церемонии закрытия XXVII Всемирной летней Универсиады в Казани, исполнив песню «Сочиняй мечты».
В апреле 2014 года Каста выпустила специальный проект из пяти треков: по одному от каждого участника и один совместный. В рамках этого проекта Влади обнародовал сингл «Зеркало», который позже вошёл в его альбом «Несусветное», но в другой версии.
10 марта 2015 года вышел третий альбом Влади «Несусветное», спродюсированный им в сотрудничестве с музыкантом Sasha JF. «Несусветное» больше недели провёл на первом месте российского iTunes.
В 2017 году Владислав снялся в фильме «Piter by КАСТА», который вышел в свет 9 февраля 2018 года.
24 февраля 2022 года выступил против вторжения России на Украину:
Я был уверен, что война невозможна. Я действительно ощущаю нас с украинцами братьями и близкими, между которыми война невозможна. Я всё-таки собственными глазами читал уверения в этом действующей власти. Такие уверения были недавно. Я чувствую себя во власти бесчеловечного тирана, который добирается до всех, кто ему не нравится.
Я всем желаю дожить до тех времён, когда Россия официально перечислит преступления нынешней власти и признает их.Влади (рэпер, участник группы «Каста»)
В марте 2022 года из-за публичного осуждения российского вторжения на Украину концерты «Касты» начали отменять, а саму группу внесли в список запрещённых артистов, чьи концерты являются «нежелательными» в России. Для продолжения концертной деятельности Влади был вынужден покинуть Россию и эмигрировал на Кипр в конце года.
В декабре 2022 года Влади выпустил антивоенный альбом под названием «Длится февраль», на что депутат Госдумы Андрей Альшевских обратился к силовикам проверить творчество рэпера на предмет «дискредитации армии РФ». Музыкальный сервис VK Music от социальной сети «ВКонтакте» не стал делать промо для нового альбома.
24 января 2025 года Министерством юстиции России внесён в список физических лиц — «иностранных агентов».

## Критика
В 2008 году в апрельском номере журнала Rolling Stone Russia Влади был отнесён к числу «важнейших битмейкеров нашего времени, которые уже дышат в затылок Тимбалэнду». Также было отмечено, что при создании музыки Влади используют «семплы из старой эстрады, лихо смешанные с витиеватым скретчем», а его визитной карточкой был назван трек «Ревность».

## Дискография
Сольные альбомы
- 2002 — «Что нам делать в Греции»
- 2012 — «Ясно!»
- 2015 — «Несусветное»
- 2019 — «Другое слово»
- 2022 — «Длится февраль»

Синглы
- 2014 — «Зеркало»

Микстейпы
- 1999 — «Hip-Hop Party Mix» (Mixed by Влади & Электроник)
- 2000 — «Hip-Hop Party Mix. Part 2» (Mixed by Влади)
- 2001 — «Hip-Hop Party Mix. Part 3» (Mixed by Влади)
- 2001 — «Hip-Hop Party Mix. Part 4» (Mixed by Влади)
- 2015 — «Fresh Vlad» (Mixed by Влади и DJ Nik One)

Альбомы в составе «Объединённой касты»
- 1999 — «Трёхмерные рифмы»
- 2000 — «В полном действии»

Альбомы в составе группы «Каста»
- 2002 — «Громче воды, выше травы»
- 2008 — «Быль в глаза»
- 2017 — «Четырёхглавый орёт»
- 2019 — «Об изъяне понятно»
- 2020 — «Чернила осьминога»
- 2021 — «Альбомба»
- 2024 — «Новинки зарубежного рэпа»

Синглы в составе группы «Каста»
- 2001 — «На порядок выше» (макси-сингл)
- 2002 — «Горячее время» (макси-сингл)
- 2006 — «По приколу» (макси-сингл)
- 2014 — «На весь район» (сингл)
- 2014 — «Корабельная песня» (сингл)
- 2014 — «Россиянцы и американе» (сингл)

### Участие
- 1997 — «Первый удар» (сборник ростовского хип-хопа) (в составе группы «Психолирик»)
- 2002 — «24 рифмы» (альбом группы «Плохие белые»)
- 2003 — «Алкоголики» (макси-сингл группы «Грани»)
- 2004 — «Феникс» (альбом Хамиля)
- 2004 — «Пока никто не умер» (альбом «Ю.Г.а»)
- 2004 — «Арена» (альбом Сэта)
- 2005 — «Кипеш» (альбом группы «Грани»)
- 2007 — «Август» (альбом группы «Триада»)
- 2007 — «Злая сатира» (альбом группы «Бледнолицые нигга’дяи»)
- 2007 — «Хобосапиенс» (альбом DJ Хобота)
- 2009 — «Сухое горючее» (альбом группы «Песочные люди»)
- 2009 — «Клетчатый альбом» (альбом группы «Фруктовый кефир»)
- 2009 — «Машинопись» (трибьют группе «Машина времени»)
- 2009 — «Шаг» (альбом латвийской группы Brainstorm)
- 2009 — «Эгоист» (альбом группы «Animal ДжаZ»)
- 2009 — «360 градусов» (альбом Don Drew)
- 2010 — «ХЗ» (альбом Хамиля и Змея)
- 2010 — «Восклицания» (альбом Маринессы)
- 2011 — «Колесо - оба зрения» (альбом группы «Песочные люди»)
- 2011 — «Глубина» (альбом Рем Дигги)
- 2012 — «Черника» (альбом Рем Дигги)
- 2013 — 8 Bit Remix (альбом Vibe («Триагрутрика»))
- 2013 — «Фитиль» (мини-альбом группы «Чаян Фамали»)
- 2013 — «Неразбериха» (альбом Noize MC)
- 2014 — V (альбом Sunsay)
- 2014 — «Кара-Тэ. 10 лет спустя» (альбом Смоки Мо)
- 2015 — «Земляне» (альбом «ГРОТ»)
- 2017 — «Ледокол „Вега“» (альбом «ГРОТ»)
- 2018 — «Я тебя никогда» (альбом Anacondaz)

## Фильмография
- 2009 — Доброволец — Влади Каста
- 2012 — Рассказы — писатель
- 2015 — Закон каменных джунглей — Влади Каста
- 2021 — Puma (рекламный ролик) —  Влади Каста

## Личная жизнь
В августе 2008 года в Минске во время съёмок видео на песню «Встреча» группы «Касты» Влади познакомился на кастинге со своей будущей женой Виталией Господарик, работавшей в то время моделью. В сентябре 2009 года пара поженилась, а через три года Виталия родила первенца — сына Елисея (род. 28 сентября 2012). В 2015 году в семье Влади появился второй сын Устин (род. 1 сентября 2015). В 2018 году Влади расстался с Витой после 9 лет брака. 6 марта 2020 года во время забега в Ярославле Влади познакомился с Натальей Парфентьевой, журналисткой и бегуньей из Ярославля. В 2022 году Влади стал отцом в третий раз, супруга родила ему дочь Нину (род. 5 июля 2022).

### Семья
- Первая жена — Виталия Господарик (с 2009 по 2019)
- Сын — Елисей (род. 28 сентября 2012)
- Сын — Устин (род. 1 сентября 2015)
- Вторая жена — Наталья Парфентьева (с 2020)
- Дочь — Нина (род. 5 июля 2022)

С 2011 года Влади является вегетарианцем.